# Joan Montanyès i Martínez
Joan Montanyès i Martínez (Barcelona, 10 de marzo de 1965-Barcelona, 17 de mayo de 2013) fue un actor y payaso español, conocido artísticamente con el nombre de Monti. A título póstumo, se le otorgó la Creu de Sant Jordi en 2014, y la Medalla de Oro al mérito en las Bellas Artes en 2015.

## Biografía
Hijo de la psicóloga María Martínez y el director de teatro Josep Montanyès, estudió solfeo y piano en el Conservatorio de Barcelona. En 1990 fue productor musical del espectáculo María Estuardo del Teatre Lliure, para el Festival Griego. Después se hizo payaso augusto y fundó la compañía Banda Clown con Tortell Poltrona, pero en 1996 la abandonó para crear su propia compañía, Monti & Cia, en la que colaborarón Oriol Boixader "Oriolo", Jordi Martínez, Domènec de Guzmán, Fulgenci Mestres y Pipo Sosman. En 2001 colaboró en los espectáculos Dimonis, La Nit y Mediterrània del grupo teatral Comediants.
También participó en diversas expediciones de Payasos Sin Fronteras, además de diversas intervenciones teatrales, musicales y televisivas, además de ser el payaso principal en circos como el Circo Italiano, el Circo Raluy o el circo alemán Circus Roncalli, donde compartía escenario con sus compañeros de Monti & Cia, Boixader y Mestres.
En 2001 fue galardonado con el Premio Especial de Circo de los Premios Max. En 2006 fue seleccionado como primer director artístico del nuevo Circo Price de Madrid, cargo que ocupó hasta 2008.
En 2009, se estrenó el documental Zapatos nuevos: Payasos de hoy en Europa, dirigido por Brian Rodríguez Wood y producido por Javier Salinas, donde aparece junto a otras figuras del mundo del clown como: Johnny Melville, Gardi Hutter, Leo Bassi, Jango Edwards, Carlo Colombaioni, Pepa Plana, Slava Polunin, Philippe Gaulier o Buffo; que tuvo 4 nominaciones a los Premios Goya 2010.
Sus últimos espectáculos fueron en septiembre de 2012, en las Fiestas de Santa Tecla en Tarragona y en Las Fiestas de la Merced de Barcelona aunque, se encontraba enfermo, trabajó hasta el último momento al lado del director Martí Torras en un nuevo espectáculo, Rhum, que no pudo concluir. Sus compañeros de compañía, fundaron Rhum & Cia, rescataron el proyecto y lo estrenaron a modo de tributo.
Falleció en 2013, con 48 años, a causa de un cáncer. La Generalidad de Cataluña le otorgó, a título póstumo, la Cruz de Sant Jordi en 2014, y en 2015 la Medalla de Oro al mérito en las Bellas Artes.

## Espectáculos
- 1996 - Clàssics
- 1997 - Klowns (premio especial de la Crítica, inspirada en 'I clowns' de Federico Fellini)
- 1999 - Utopista, una interpretación del mito de Fausto con los dioses del Olimpo, estrenada en el Teatre Lliure
- 2000 - Fools folls.
- 2002 - Fòrum 2 mil i pico.
- 2004 - Grotesco, para el Fórum Universal de las Culturas.
- 2009 - Petita feina per a pallaso vell.
- 2010 - Història d'un pallasso (presentado en la feria de teatro Mostra d'Igualada)
- 2011 - Èxode (con Pepa Plana y Joan Valentí Nan)
- 2011 - La veritable història de Pinotxo (de Il Circo Italiano, donde se encargó de la dirección artística).

## Premios y reconocimientos
En 2001 fue galardonado con el Premio Especial de Circo de los Premios Max. La Generalidad de Cataluña le otorgó, a título póstumo, la Cruz de Sant Jordi en 2014, y en 2015 la Medalla de Oro al mérito en las Bellas Artes.
Tras su muerte, el inacabado espectáculo Rhum, se estrenó como un homenaje a su memoria, en 2014 en el Festival Griego de Barcelona, y recibió en 2016 el Premio Zirkólika al Mejor Espectáculo de Payasos. La obra se ha seguido representando en diferentes escenarios desde entonces.